# Santiago Salvat Espasa
Santiago Salvat Espasa (Barcelona, España, 2 de septiembre de 1891 - 16 de diciembre de 1971) fue un editor español. Continuador de las tareas iniciadas por su padre, Manuel Salvat Xivixell y por su hermano mayor, Pau Salvat i Espasa al frente de la Editorial Salvat.

## Biografía
Hijo de Manuel Salvat Xivixell y Magdalena Espasa Anguera. Estudió en el Colegio Alemán de Barcelona. Al acabar sus estudios, en 1912, emprendió, con su hermano Fernando, dos años mayor que él, un viaje comercial por América, llegando a Nueva York y visitando prácticamente todas las repúblicas latinoamericanas. Este viaje asentó las bases para la expansión e implantación de las obras de la Editorial Salvat en el continente americano. El viaje duró dos años y había sido preparado por su hermano mayor, Pau Salvat i Espasa, entonces al mando de la editorial. 
En 1920 fue llamado a presidir el Institut Català de les Arts del Llibre y cuando murió su hermano mayor, Pau Salvat i Espasa, en 1923 le dejó en herencia tanto a él como a su hermano Ferran la Editorial Salvat. Entre 1930 y 1935 dirigió la Cámara Oficial del Libro de Barcelona. En 1939 se hizo cargo del recién creado Gremio de Editores. En 1961 fue el organizador del XIV Congreso Internacional de Editores, celebrado en Barcelona en 1962. Su tarea editorial se centró en obras de divulgación y técnicas médicas y científicas. Fue Presidente de la Unión Internacional de Editores entre 1962 y 1966. Le fue concedida la Gran Cruz del Mérito Civil.
Sus tres hijos varones, Santiago, Manuel y Juan, siguieron su labor editorial al frente de las sociedades editoriales, de distribución y de artes gráficas, que formó el Grupo Salvat.
Además, Santiago Salvat dejó constancia de su amor por el oficio de editor de libros con un par de libros-conferencia:
- L'editor d'avant el llibre (1936)
- Discurso de D. Santiago Salvat en la sesión inaugural del XVI Congreso de la Unión Internacional de Editores (1962)